# Daim (Schokoriegel)

Logo von Daim

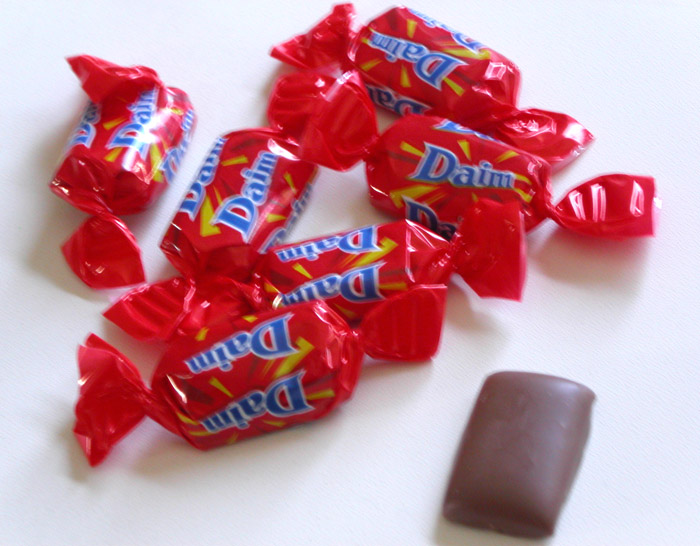
Daim in Bonbonversion

Daim ist eine Süßware, die von dem Nahrungsmittelhersteller Mondelēz International hergestellt und in Deutschland durch die Genuport Trade GmbH vertrieben wird. Daim besteht innen aus einer dünnen Schicht Butter-Mandel-Karamell, umgeben von Vollmilchschokolade.
Der ursprünglich von der schwedischen Schokoladenfirma Marabou entwickelte Snack wurde zunächst nur in den skandinavischen Ländern Norwegen und Schweden verkauft, wo er im Jahre 1953 unter dem Namen Dajm auf den Markt kam. Im Laufe der Zeit entwickelte sich Daim dann zu einem Verkaufsschlager, der bis nach Japan einen Absatzmarkt fand.
Im Jahr 1971 kam zuerst die Doppelverpackung Daim Duo, 1974 auch eine kleine Variante namens Daim Mini auf den Markt. In Deutschland ist Daim heute neben den bonbon-ähnlichen Daim Minis auch als Daim-1er- und Daim-2er-Riegel sowie als 100-g-Tüte Daim Dragees erhältlich.